# پونساچو
پونساچو (به ایتالیایی: Ponsacco) یک کومونه در ایتالیا است که در استان پیزا واقع شده‌است.

## خصوصیات
پونساچو ۱۹٫۹ کیلومترمربع مساحت و ۱۵٬۹۰۶ نفر جمعیت دارد و ۲۴ متر بالاتر از سطح دریا واقع شده‌است.

## خواهرخوانده
شهرهای Brignais, Nanoro Department، ترویشتلینگن و اغوانیت خواهرخوانده‌های پونساچو هستند.